# Sonic X (fumetto)
Sonic X è una serie a fumetti statunitense ispirata all'omonima serie anime, composta da quaranta numeri e pubblicata dalla Archie Comics e da Joe Edkin, Tim Smith, Jim Amash, Josh Workman, John Ray e Mike Pellerito.
È il secondo spin-off del longevo fumetto americano Sonic the Hedgehog, dopo Knuckles the Echidna e prima di Sonic Universe.
La trama e i caratteri dei fumetti sono differenti dalla serie animata e vi sono anche altri personaggi. Tuttavia, vi sono recenti elementi presi dalla seconda stagione, in quanto il fumetto funge da tie-in e continuazione all'anime, rendendolo parallelo alla serie Archie Sonic.
In Italia sono stati pubblicati all'interno della rivista Jetix Magazine.

## Personaggi

### Eroi
- Sonic the Hedgehog: è il protagonista della serie a fumetto, è un riccio mobian blu che può muoversi a velocità supersonica.
- Miles "Tails" Prower: è il migliore amico di Sonic, è una volpe mobian gialla con 2 code.
- Knuckles the Echidna: è un'echidna mobian rosso, che considera Sonic come rivale oltre che amico.
- Amy Rose: è un riccio mobian femmina di colore rosa, che è molto innamorata di Sonic.
- Rouge the Bat: è un pipistrello mobian femmina bianco, alla ricerca delle gemme più preziose del mondo.
- Shadow the Hedgehog: è un riccio mobian nero a strisce rosse, la forma di vita perfetta creata dal nonno del Dr. Eggman, Gerald Robotnik. Compare solo nell'ultimo numero.
- Cream the Rabbit: è il personaggio più giovane della serie, è una coniglietta mobian color creama, è la migliore amica di Amy e Cheese the Chao, il suo animaletto domestico.
- Team Chaotix: un gruppo di investigatori formato da Vector the Crocodile, Espio the Chameleon e Charmy Bee.
- Chris: è un ragazzino di dodici anni, il caro amico di Sonic. Gli salvò la vita quando il noto porcospino blu stava per annegare nella sua piscina.
- Big the Cat: è un enorme gatto mobian viola e bianco. Non si separa mai dal suo ranocchio Froggy.
- Vanilla the Rabbit: è un coniglio mobian femmina ed è la madre di Cream.
- Chuck: è il nonno di Chris.
- Tanaka: è il maggiordomo di casa Thorndyke.
- Ella: è la domestica di casa Thorndyke.
- Nelson: è il padre di Chris.
- Linsday: è la madre di Chris.
- Topaz: è il partner umano di Rouge.
- Scarlet Garcia: è una giornalista.
- Sam Speed: è il leader della S-Team, è il rivale di Sonic quando si parla di velocità.
- El Gran Gordo: è il lottatore di Wrestling campione del mondo.

### Antagonisti
- Dr. Eggman: l'arcinemico di Sonic. È un genio del male amante dei robot. A differenza della serie animata, Eggman ha una cotta per Ella, la cameriera di Chris, ed è un genio nel travestimento.
- Capitano Westwood / Organizzatore: è uno dei principali agenti dell'agenzia militare GUN, ma in realtà è uno spietato leader dell'organizzazione criminale S.O.N.I.C.X., conosciuto come l'Organizzatore.
- S.O.N.I.C.X. (Society for Observing and Neutralizing Inter-dimensional Creatures and Xenomorphs): è una potente organizzazione criminale composta da uomini malvagi e spietati che vogliono uccidere Sonic perché quest'ultimo ha rovinato le carriere di tutti loro quando lui sventava i piani del Dr. Eggman. I membri che ne fanno parte sono: Capitano Westwood, alias l'Organizzatore, Scheda Passer, Hector Dragg, Watcher Howard, Kai Narasu, Li Yan e Jerome Wise.
- Metal Sonic: è il malvagio clone robotico di Sonic the Hedgehog, creato dal Dr. Eggman. Come nel caso di Shadow, compare solo nell'ultimo numero.
- Beecoe e Deecoe: sono i robot scagnozzi del Dr. Eggman.
- Bokkun: è il robot messaggero del Dr. Eggman.
- Chaos: è il protettore di tutti i Chao, in passato guardiano del Master Emerald. Dopo essere stato sconfitto da Super Sonic nell'omonima serie animata, ritorna sulla Terra per aiutare Sonic a fermare un Dark Chao e i robot del Dr. Eggman con gli Smeraldi del Caos (stavolta diventa una sua forma purificata e non Perfect Chaos). Tuttavia Eggman utilizza il Master Emerald e gli Smeraldi del Caos per trasformarlo in Perfect Chaos e prendere il suo controllo. In seguito Super Sonic lo batte nuovamente.

## Storia editoriale
La serie a fumetti racconta le storie non mostrate nell'anime nel corso di alcuni episodi.
I primi sette numeri avvengono dopo la seconda stagione, mentre i fumetti n. 12, 13 e 14 avvengono dopo che Eggman è finito in carcere in Sonic X.
Nel n. 23, Sonic viene catturato dai S.O.N.I.C.X. un'organizzazione degli uomini malvagi e senza scrupoli che vogliono uccidere Sonic per aver rovinato le carriere di tutti loro quando lui sventava i piani del Dr. Eggman. Sonic fugge e i S.O.N.I.C.X., non riuscendo a fermarlo, si considerano i suoi nemici.
Nell'ultimo numero, compare Shadow che si teletrasporta con il Chaos Control da Sonic mentre lotta contro Metal Sonic in seguito agli eventi di Sonic the Hedgehog n. 196. Quest'ultimo torna da Eggman. Sonic e Shadow lo cercano, e dopo torna per una nuova battaglia, ma Shadow si teletrasporta con lui fuori dal mondo, finendo nella dimensione di Blaze (vedi Sonic Universe n. 1).

## Curiosità
- Nel fumetto n. 15 fanno un cameo Amigo (protagonista della serie Samba de Amigo) e Bark the Polar Bear (della serie Sonic the Hedgehog).
- Nel fumetto n. 34 fa un piccolo cameo Bean the Dynamite.